# فرانک لوید
فرانک لوید (انگلیسی: Frank William George Lloyd؛ زاده ۲ فوریهٔ ۱۸۸۶ درگذشته ۱۰ اوت ۱۹۶۰) کارگردان و هنرپیشه اسکاتلندی-آمریکایی بود.

## فیلم‌شناسی
- دیوید گریک (۱۹۱۶)
- داستان دو شهر (۱۹۱۷)
- بی‌نوایان (۱۹۱۷)
- الیور توئیست (۱۹۲۲)
- کشیدن (۱۹۲۹)
- رودخانه خسته (۱۹۲۹)
- بانوی الهی (۱۹۲۹)
- پسر خدایان (۱۹۳۰)
- ایست لین (۱۹۳۱)
- سواران (۱۹۳۳)
- میدان برکلی (۱۹۳۳)
- شورش در بونتی (۱۹۳۵)
- ولز فارگو (۱۹۳۷)
- خون بر خورشید (۱۹۴۵)

## زندگی شخصی
فرانک لوید از 11 ژوئیه 1913 تا زمان مرگ او در 16 مارس 1952 با بازیگر زن آلما هالر ازدواج کرد. در سال 1955، لوید با ویرجینیا کلوگ ازدواج کرد و تا زمان مرگ لوید در 10 اوت 1960 در سن 74 سالگی ازدواج کرد. لوید در Memorial Forest Lawn به خاک سپرده شد. پارک در گلندیل، کالیفرنیا .

## جوایز
- جایزه اسکار بهترین کارگردانی